# 卡萝尔·沃尔顿
卡萝尔·沃尔顿（英語：Carol Walton，1947年2月1日—），英国女子篮球、击剑、游泳、乒乓球、田径运动员。她曾代表英国参加1964年、1968年、1972年、1976年和1988年夏季残疾人奥林匹克运动会，获得十枚金牌、二枚银牌和五枚铜牌。